# Domloup
Domloup település Franciaországban, Ille-et-Vilaine megyében. Lakosainak száma 3839 fő (2022. január 1.). Domloup Noyal-sur-Vilaine, Nouvoitou, Cesson-Sévigné, Chantepie, Vern-sur-Seiche és Châteaugiron községekkel határos.

## Népesség
A település népességének változása:
| Lakosok száma | 734  | 1243 | 1501 | 2769 | 2879 | 3185 | 3522 | 3680 | 3756 | 3839 |
|               | 1968 | 1982 | 1990 | 2006 | 2013 | 2015 | 2017 | 2019 | 2020 | 2022 |